# Michael Ouweleen
Michael Ouweleen (1967) è un dirigente d'azienda e sceneggiatore statunitense.
È noto soprattutto per essere il presidente di Adult Swim e il co-creatore di Harvey Birdman, Attorney at Law e Birdgirl.

## Biografia
Michael Ouweleen nacque nel 1967. Iniziò a frequentare l'Università di Georgetown nel 1985, laureandosi magna cum laude e con una specializzazione in inglese e teologia nel 1989.

## Carriera
Ouweleen iniziò a lavorare come direttore creativo dell'agenzia pubblicitaria J. Walter Thompson Worldwide di New York nel 1990 fino al luglio 1994. Nello stesso anno decise di lavorare per un'altra agenzia pubblicitaria, la Korey Kay & Partners, fornendo servizio per i canali televisivi Comedy Central e MTA.
Ha il suo debutto televisivo nel 1996 come direttore creativo della Turner Broadcasting System, co-sviluppando progetti legati ad Hanna-Barbera e Cartoon Network e scrivendo un segmento per un episodio de Le avventure di Felix il gatto della CBS. Un anno dopo ha partecipato alla sceneggiatura di due episodi di Space Ghost Coast to Coast per Cartoon Network, mentre nel 1999 ha prodotto il cortometraggio Thank a Latte sempre per la stessa rete.
Nel 2000, oltre a sceneggiare e dirigere il cortometraggio Harasscat di Pixi, Dixi e Ginxi, sviluppa insieme allo sceneggiatore Erik Richter l'episodio pilota della serie animata Harvey Birdman, Attorney at Law. Nello stesso anno è stato nominato nella "It List" creativa di Entertainment Weekly. Nel 2001, in seguito alla nascita del programma contenitore notturno Adult Swim di Cartoon Network, Harvey Birdman, Attorney at Law viene rinnovato per una stagione completa e Ouweleen ha continuato a sceneggiare e produrre la serie per quattro stagioni fino alla sua conclusione nel 2007. Dal 2004 al 2005, Ouweleen ha ricoperto la carica di consulente creativo per la serie animata Stroker & Hoop di Casper Kelly e Jeffrey G. Olsen.
Nel 2006 viene promosso a vicepresidente senior allo sviluppo e alla programmazione per Cartoon Network, supervisionando la creazione di serie animate come Ben 10, Ben 10 - Corsa contro il tempo, Chowder - Scuola di cucina e Le meravigliose disavventure di Flapjack. Inoltre supervisiona il settore on-air sia per Cartoon Network che per Boomerang.
Nel 2008 diventa vicepresidente senior direttore creativo di gruppo per Turner Broadcasting, creando inoltre il videogioco Harvey Birdman: Attorney at Law. Nel 2010 la sua carica avanza a quella di vicepresidente senior esecutivo direttore creativo.
Nel settembre 2014, Ouweleen è stato nominato Chief Marketing Officer per Cartoon Network, Adult Swim e Boomerang presso la Turner Broadcasting System, fornendo la direzione creativa complessiva e la leadership strategica a tutti i settori del marketing, dei servizi on-air, degli scambi commerciali e partnership di sponsorizzazione che supportano le tre reti e tutte le sue attività ausiliarie tra cui digitale, videogiochi, vendita di annunci e beni di consumo.
Nel novembre 2019, Ouweleen è diventato ufficialmente presidente ad interim di Cartoon Network, Adult Swim, Boomerang e Turner Classic Movies alla Warner Bros., in seguito alla dipartita di Christina Miller. Il suo periodo come capo della divisione si è concluso a giugno 2020 con la nomina di Tom Ascheim alla posizione, diventando presidente di Adult Swim.
Nel maggio 2022, in seguito alla chiusura della fusione con Warner Bros. Discovery, Tom Ascheim ha lasciato CNI e le sue società (Cartoon Network, Adult Swim e Boomerang) sono state trasferite in Warner Bros. Discovery Networks USA, con Ouweleen che ha ripreso la supervisione di CNI nel 2023. Ha anche ottenuto il ruolo di presidente per Discovery Family.

## Filmografia

### Sceneggiatore
- Le avventure di Felix il gatto – serie animata, 1 episodio (1996)
- Pixie, Dixie e Mr. Jinks – corto televisivo, 1 episodio (2000)
- Harvey Birdman, Attorney at Law – serie animata, 39 episodi (2000-2007)
- Harvey Birdman: Attorney at Law – videogioco (2008)
- Harvey Birdman: Attorney General – speciale televisivo (2018)
- Birdgirl – serie animata (2021)

### Produttore esecutivo
- Sunday Pants – serie animata, 2 episodi (2005)
- Jimmy fuori di testa (Re-Animated), regia di Bruce Hurwit (2006)
- Harvey Birdman, Attorney at Law – serie animata, 38 episodi (2001-2007)
- Harvey Birdman: Attorney General – speciale televisivo (2018)
- Off the Air - serie TV, 5 episodi (2020-2021)
- Birdgirl – serie animata (2021)
- The Last Open Mic at the End of the World – speciale televisivo (2021)
- Primal - serie animata (2022)